# Джон Шепърд
Джон Шепърд е главния герой в научнофантастичния сериал Старгейт Атлантис чиято роля е изпълнена от Джо Фланиган. Той притежава гена на великата технологично напреднала раса на Древните, което му създава големи възможности и потенциал в галактиката Пегас. С приятния си характер той привлича много приятели и успява да се издигне от майор до полковник. Строго секретната програма Старгейт знаена като част от USAF, създава експедиция Атлантис до галактика Пегас. Участвайки в нея, Джон поставя живота си под големи рискове. Той е отличен пилот, но има страхотни способности не само в летеното.